# Naturschutzgebiet Böde Bruch und Rehhacken
Das Naturschutzgebiet Böde Bruch und Rehhacken mit einer Größe von 1,65 ha liegt nordwestlich von Rixen im Stadtgebiet von Brilon. Das Gebiet wurde 2008 mit dem Landschaftsplan Hoppecketal durch den Hochsauerlandkreis als Naturschutzgebiet (NSG) ausgewiesen. Das NSG besteht aus zwei Teilflächen. Die westliche Teilfläche geht bis zur Stadtgrenze von Olsberg. Das NSG gehört seit 2023 zum Vogelschutzgebiet Diemel- und Hoppecketal mit angrenzenden Wäldern.

## Gebietsbeschreibung
Beim NSG handelt es sich um zwei Feuchtwaldbereiche. Die westliche Teilfläche Böde Bruch grenzt direkt an das Naturschutzgebiet Böde Bruch im Stadtgebiet Olsberg. Hier gibt es einen Moorwald mit Moorbirken und Rotfichten. Bei der östlichen Teilfläche Rehhacken handelt es sich um einen Roterlenbruch in einem Übergangsmoor. Am Rand des Erlenbruchs stehen Fichten und Rotbuchen. Am östlichen Rand gibt es zwei halboffene Binsensümpfe.
Es wurden durch das Landesamt für Natur, Umwelt und Verbraucherschutz Nordrhein-Westfalen Pflanzenarten wie Flatter-Binse, Flutender Schwaden, Goldenes Frauenhaarmoos, Großer Dornfarn, Harzer Labkraut, Heidelbeere, Himbeere, Hunds-Straußgras, Kahnblättriges Torfmoos, Kleiner Dornfarn, Moor-Birke, Quell-Sternmiere, Siebenstern, Stern-Segge, Wasserpfeffer, Weiches Honiggras und Weiße Hainsimse nachgewiesen.

## Schutzzweck
Im NSG sollen die beiden Feuchtwaldbereiche mit ihrem Arteninventar geschützt werden. Wie bei allen Naturschutzgebieten in Deutschland wurde in der Schutzausweisung darauf hingewiesen, dass das Gebiet „wegen der Seltenheit, besonderen Eigenart und Schönheit des Gebietes“ zum Naturschutzgebiet wurde.
Der Landschaftsplan führt zum speziellen Schutzzweck auf: „Erhaltung und Optimierung von Bruchwaldgesellschaften mit ihrem besonderen Arteninventar einerseits als standörtlich vorgegebene Ergänzung eines benachbarten NSG (‚Böde Bruch‘), im anderen Fall als eigenständiges, von ähnlichen Biotopstrukturen bisher noch rel. isoliertes Schutzobjekt; Verbesserung der Lebensbedingungen für die gefährdeten Lebensgemeinschaften durch Umbau noch vorhandener Fichtenanteile bzw. Verbindung mit ähnlichen Biotopstrukturen; Schutz von weniger häufigen Waldbildern in dem umgebenden, geschlossenen Waldgebiet.“